# Maçores
Maçores é uma povoação portuguesa do Município de Torre de Moncorvo que foi sede da extinta Freguesia de Maçores, freguesia que tinha 16,01 km² de área e 169 habitantes (2011), e, por isso, uma densidade populacional de 10,6 hab/km².
Em 2013, a Freguesia de Maçores foi extinta tendo sido agregada à Freguesia de Felgueiras para criar a nova União das Freguesias de Felgueiras e Maçores.

## População
| População da freguesia de Maçores | População da freguesia de Maçores | População da freguesia de Maçores | População da freguesia de Maçores | População da freguesia de Maçores | População da freguesia de Maçores | População da freguesia de Maçores | População da freguesia de Maçores | População da freguesia de Maçores | População da freguesia de Maçores | População da freguesia de Maçores | População da freguesia de Maçores | População da freguesia de Maçores | População da freguesia de Maçores | População da freguesia de Maçores |
| --------------------------------- | --------------------------------- | --------------------------------- | --------------------------------- | --------------------------------- | --------------------------------- | --------------------------------- | --------------------------------- | --------------------------------- | --------------------------------- | --------------------------------- | --------------------------------- | --------------------------------- | --------------------------------- | --------------------------------- |
| 1864                              | 1878                              | 1890                              | 1900                              | 1911                              | 1920                              | 1930                              | 1940                              | 1950                              | 1960                              | 1970                              | 1981                              | 1991                              | 2001                              | 2011                              |
| 496                               | 533                               | 546                               | 569                               | 502                               | 429                               | 481                               | 541                               | 518                               | 513                               | 361                               | 345                               | 302                               | 223                               | 169                               |

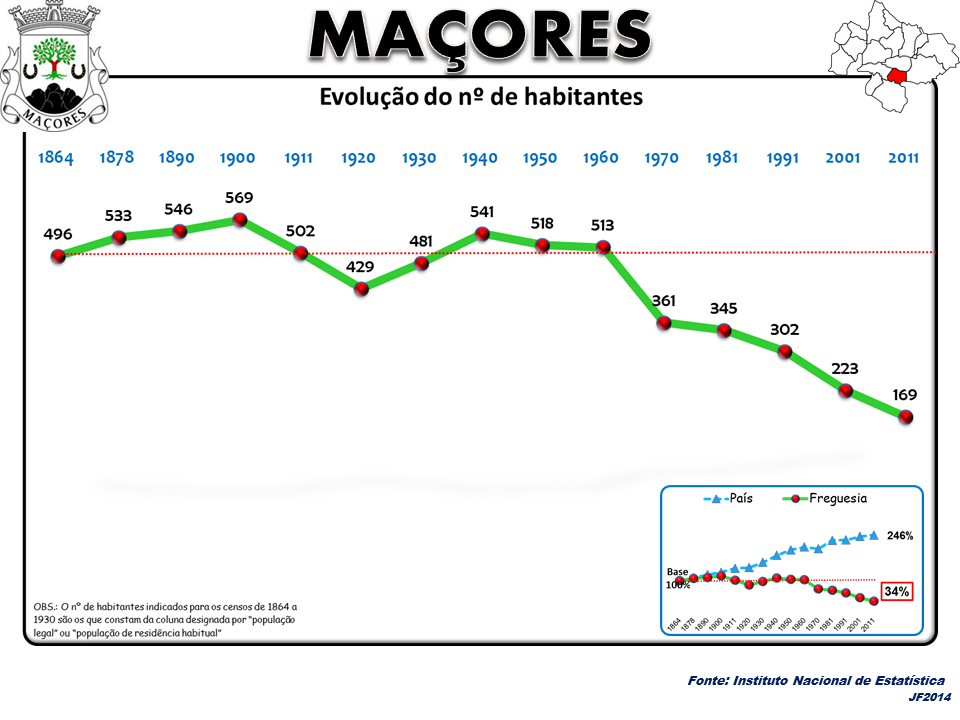
Evolução da População 1864 / 2011
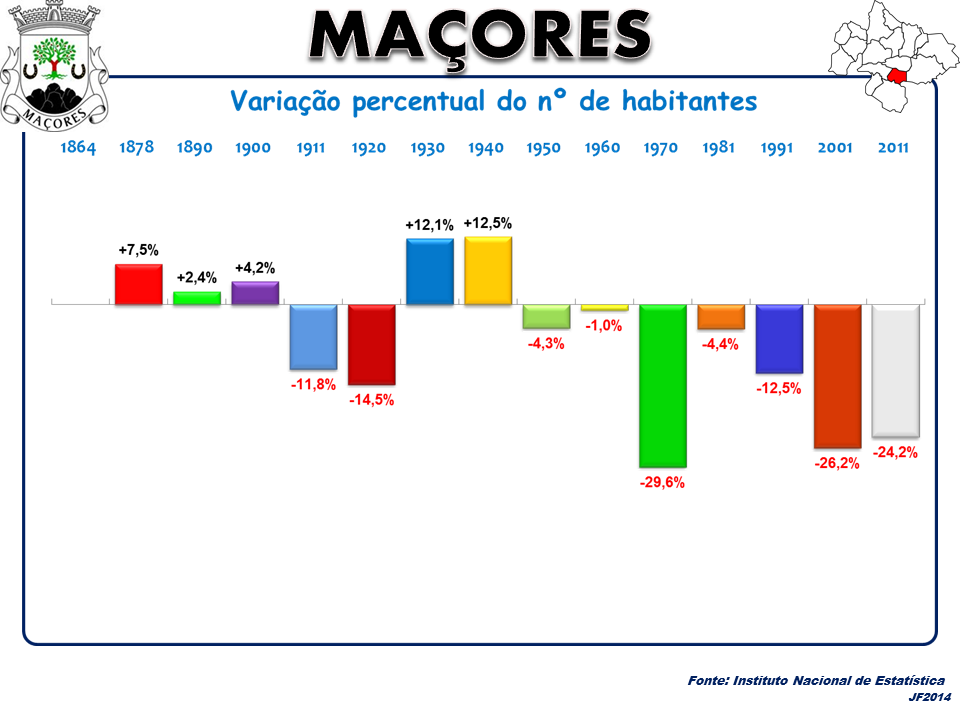
Variação da População 1864 / 2011
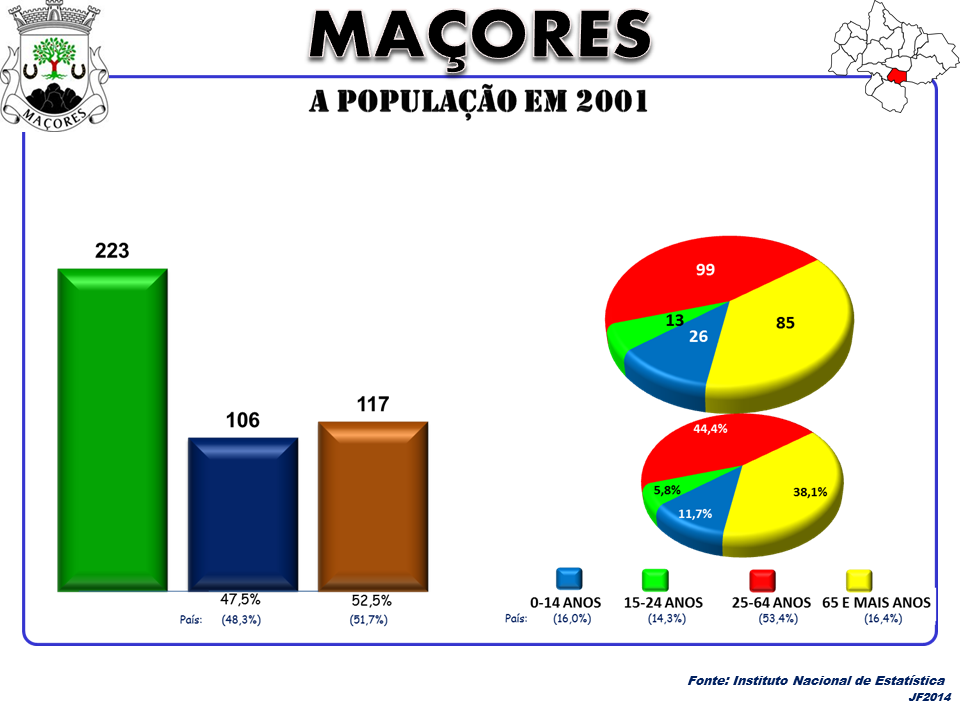
A População em 2001
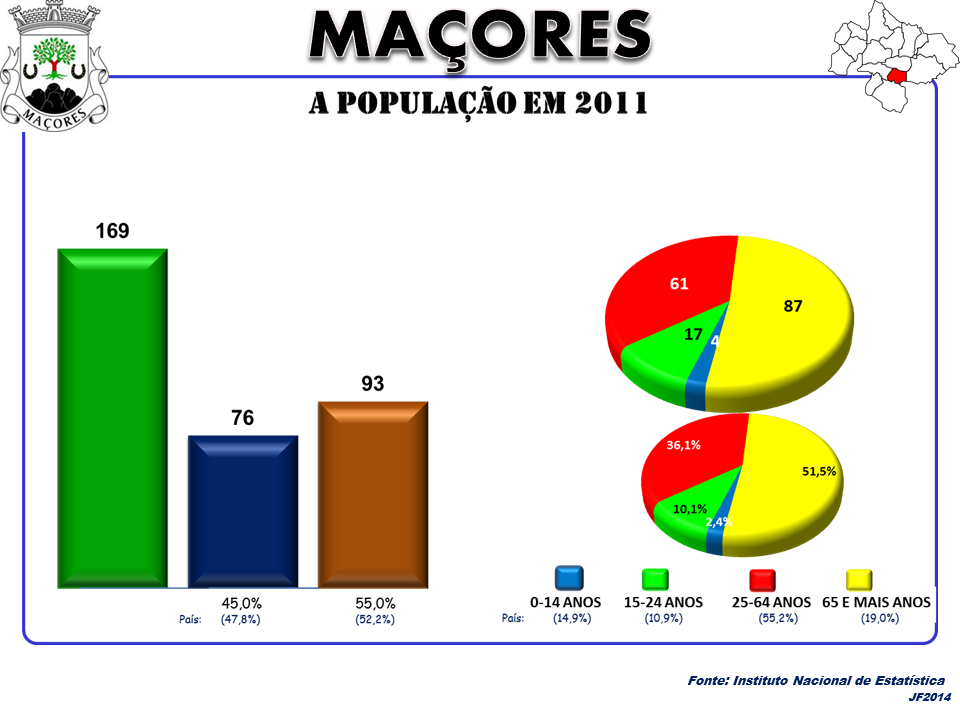
A População em 2011